# SP-479
A SP-479 é uma rodovia transversal do estado de São Paulo, administrada pelo Departamento de Estradas de Rodagem do Estado de São Paulo (DER-SP).

## Denominações
Recebe as seguintes denominações em seu trajeto:
Nome:	Miguel Jabur-Elias, Rodovia
- De - até:	SP-320 (Votuporanga) - Américo de Campos - Pontes Gestal
- Legislação:	LEI 2.617 DE 16/12/80

Nome:	Frederico Pontes Gestal, Rodovia
- De - até:	Pontes Gestal - SP-322 (Riolândia)
- Legislação:	LEI 9.189 DE 22/11/95

## Descrição
Principais pontos de passagem: SP 320 (Simonsen) - Américo de Campos - Pontes Gestal

## Características

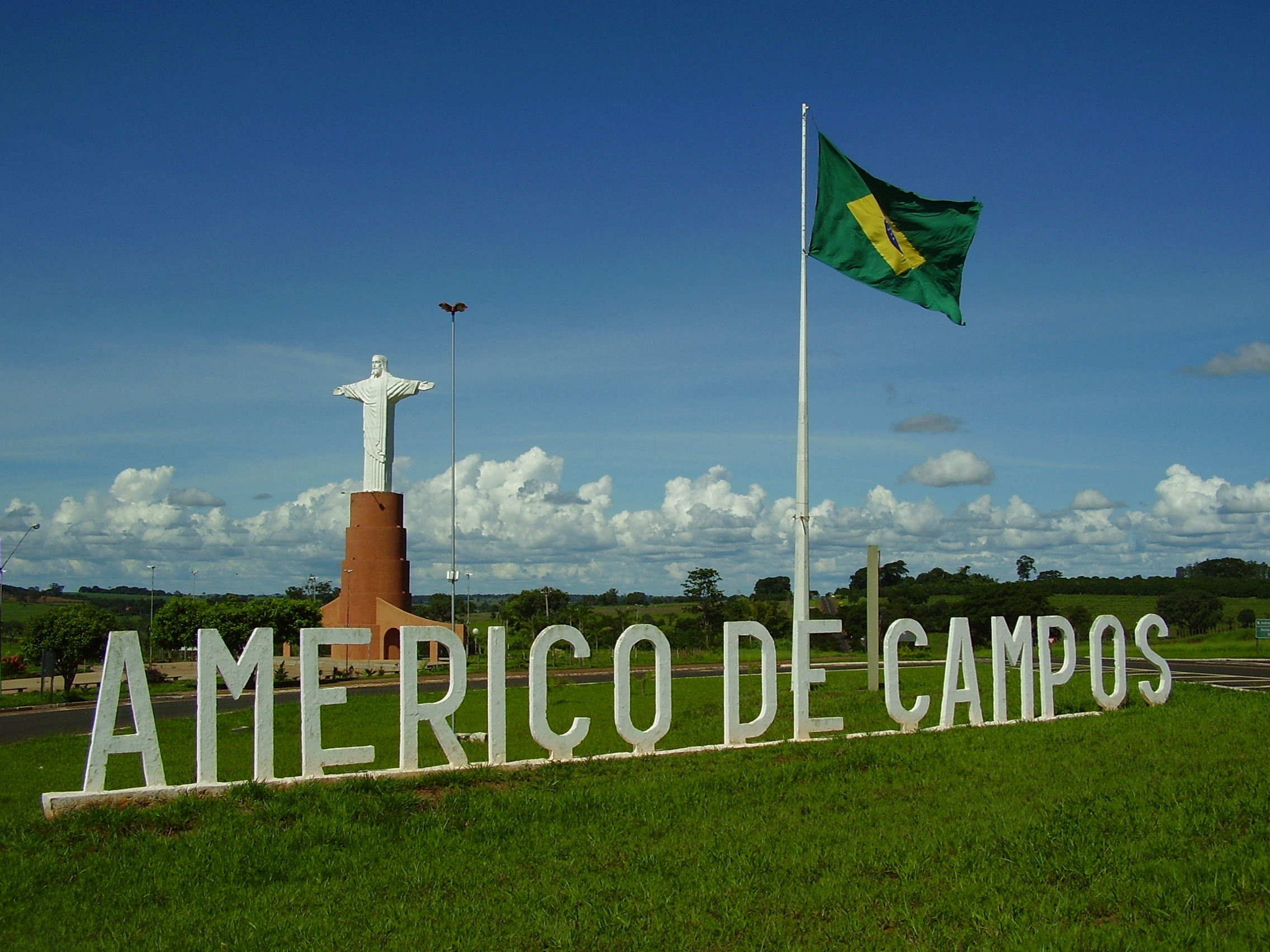
Trevo de Américo de Campos e ao fundo a SP-479.

### Extensão
- Km Inicial: 0,000
- Km Final: 60,610

### Localidades atendidas
- Votuporanga
- Simonsen
- Cosmorama
- Américo de Campos
- Pontes Gestal
- Riolândia